# Das Wundertheater
Das Wundertheater ist eine Oper in einem Akt von Hans Werner Henze. Der Text beruht auf der deutschen Übersetzung eines Zwischenspiels von Miguel de Cervantes von Adolf Friedrich von Schack.

## Entstehungsgeschichte
Henze hatte 1948 gerade eine Stelle am Stadttheater Konstanz bekommen, da fasste er den Entschluss, seine erste Oper zu komponieren, eine „Oper für Schauspieler“. Als Stoff wählte er das vom Dichter des „Don Quijote“ verfasste Entremés „El retablo de las maravillas“ in der deutschen Übersetzung von Adolf Graf von Schack. Die Uraufführung fand dann am 7. Mai 1949 statt, aber nicht in Konstanz, sondern am Städtischen Theater in Heidelberg. Dorthin hatte Henze noch gute Beziehungen; denn von 1946 bis zu seinem Umzug nach Konstanz hatte er in Heidelberg bei Wolfgang Fortner Komposition studiert. Heinrich Köhler-Helffrich besorgte die Inszenierung und Carl Caelius stand am Pult.
15 Jahre später arbeitete Henze sein Werk zu einer „richtigen“ Oper, also für Sänger, um. Diese Fassung erlebte am 30. November 1965 bei den Städtischen Bühnen Frankfurt am Main unter der Leitung von Wolfgang Rennert ihre Uraufführung. Hans Neugebauer hatte die Inszenierung übernommen.
Heute trifft man das Werk nur noch sporadisch in den Spielplänen an, aber wenn es mal irgendwo aufgeführt wird, dann fast nur noch in der zweiten Fassung.

## Handlung
Die Oper spielt in Spanien und überall, und zwar gestern, heute und morgen!
Eine Theatertruppe zieht von Ort zu Ort. Jetzt macht sie gerade irgendwo in Spanien Halt. Direktor Chanfalla kündigt dem Publikum ein großmächtiges Spektakel an: Die handelnden Personen könnten nur von den Zuschauern gesehen werden, die erstens gute Christen und zweitens in einer Ehe gezeugt worden seien. Tatsächlich ist auf der Bühne von niemandem etwas zu sehen. Nur der Direktor und seine Gefährtin Chirinos erklären, was gerade gespielt wird. Die Zuschauer sind verblüfft und tun so, als erlebten sie das ganze Geschehen hautnah mit. Als die beiden Protagonisten die Erscheinung eines wilden Stiers ankündigen, werfen sich alle zu Boden. Die jungen Mädchen beginnen laut zu kreischen, als von weißen Mäusen die Rede ist. Auf diese Weise nimmt die Vorstellung ihren Lauf, bis plötzlich ein Soldat auftaucht, der für seine Truppe Unterkunft und Verpflegung besorgen will. Weil er natürlich ebenfalls nichts sieht, erklären ihn die übrigen Zuschauer für einen schlechten Christen und Bastarden. Die Vorstellung gipfelt in einer Hetzjagd auf den Soldaten, bei der er zu Boden geschlagen wird.
Der Wundertheaterdirektor zeigt sich hochzufrieden über die Aufführung.

## Tonträger
Das Wundertheater – ARS 38 454 – Ausführende: Ricardo Tamura, Kristine Funkhauser, ein Sängerensemble sowie Chor und Orchester des Theaters Osnabrück unter der Leitung von Hermann Bäumer (Live-Mitschnitt 2005)